# الرجل الذي حسب زوجته قبعة
الرجل الذي حَسِب زوجته قُبعة (بالإنجليزية: The Man Who Mistook His Wife for a Hat and Other Clinical Tales)‏ هو كتابٌ صدر عام 1985، ومن كتابة طبيب الجهاز العصبي أوليفر ساكس، حيثُ يصف فيه التاريخ المرضي لبعض مرضاه. اختار أوليفر ساكس عنوان الكتاب من دراسة حالة أحد مرضاه الذي أسماه (Dr. P) والذي يعاني من عمه إبصاري، وهي حالةٌ عصبية تجعله غير قادرٍ على التعرف على الوجوه والأشياء المألوفة.

## روابط خارجية
- الرجل الذي حسب زوجته قبعة على موقع الموسوعة البريطانية (الإنجليزية)